# Salvemos Eurovisión
Salvemos Eurovisión ha estat el nom elegit per TVE per a la convocatòria per elegir l'intèrpret i a la cançó que representaran Espanya al Festival d'Eurovisió 2008. Aquesta convocatòria es desenvolupava primer a través d'Internet, mitjançant una aliança entre MySpace i TVE. Es va crear un web on qualsevol podia presentar-se creant-se un MySpace musical i proporcionant un vídeo de presentació.
En aquesta web, qualsevol amb accés a Internet ha pogut escoltar les cançons i (si tenia compte de correu electrònic) votar per elles. Les cinc cançons més votades i uns altres cinc d'elegides per un jurat d'experts de música i televisió seran els finalistes d'entre els quals el públic elegirà el seu favorit mitjançant trucades i missatges SMS. Aquests deu finalistes participaran el 8 de març en un programa especial de TVE, també anomenat Salvemos Eurovisión, presentat per Raffaella Carrá, en el qual es coneixerà el representant de TVE al festival de Belgrad.
Aquesta convocatòria, presentada per TVE com el major càsting públic que s'ha realitzat en aquest país per a un certamen públic d'aquestes característiques, ha sofert múltiples retards i ha rebut nombroses crítiques i acusacions, sobretot a la preselecció via Internet. Els errors tècnics i humans relacionats amb el web de MySpace han estat freqüents. El final de les votacions via Internet s'ha vist marcat pel Conflicte "El Gato" a Eurovisió.

## Requisits per participar
Els requisits per poder participar en la selecció de MySpace per poder ser elegits participar en Eurovisió, estaven resumits en unes senzilles pautas:
- La cançó ha de ser original, i inèdita fins a octubre de 2007. Requisit de l'UER per a totes les cançons participants, sent a més l'UER més explícita i rigorosa indicant que a més de no haver estat editada no ha d'haver estat reproduïda o tocada en públic abans de l'esmentada data.
- Els artistes han de posseir els drets de propietat intel·lectual i industrial de la cançó, del seu nom artístic, etc. L'artista o grup seleccionat ha de cedir tots els drets requerits per l'UER i RTVE, així com negociar un contracte editorial amb RTVE.
- La cançó ha de tenir una durada màxima de tres minuts. Això és un norma de l'UER per participar adoptada des de 1962 per establir el límit de temps de la gala, si bé es van enviar cançons amb major durada, que haurien de ser reduïdes si fossin seleccionades.
- El nombre màxim de persones que interpreten la cançó (entre cantants, músics, cors i ballarins) és de sis persones (Norma de l'UER).
- Els intèrprets han de tenir complerts els setz anys a la data de la primera semifinal, (que hagin nascut abans del 20 de maig de 1992) (Norma de l'UER)
- La lletra no ha de ser conflictiva o irrespectuosa ni tenir missatges ideològics. (Norma UER)
- Els participants han d'acreditar la residència a Espanya des de fa almenys dos anys. (Norma interna de RTVE). L'UER permet que els intèrprets siguin de qualsevol nacionalitat, inclusivament d'aquells països que no poden participar en l'esdeveniment o no són membres de l'associació.
- La cançó pot estar escrita en qualsevol dels llengües oficials de l'estat, i pot tenir tornades o estrofes en qualsevol llengua dels països participants en el festival (Norma interna de RTVE). L'UER permet qualsevol idioma en les cançons.

A més, l'artista o grup seleccionat per representar Espanya al Festival d'Eurovisió 2008 ha de cedir tots els drets exigits per l'UER (i que TVE també necessita), i negociarà un contracte editorial amb TVE/RTVE. Junt amb els requisits per participar en la gala d'Eurovisió a més calia crear un MySpace musical (si no es tenia ja), pujar la cançó al portal de les votacions i crear, al seu torn, un vídeo de presentació per a la seva candidatura.
D'entre tots els presentats, els cinc més votats pels internautes més uns altres cinc d'elegits per un comitè d'experts serien els que anirien a la gala. Amb aquesta mesura RTVE intentava mitigar el fenomen que suposadament podria impedir els artistes menys coneguts poder classificar-se.

## Procés de votació
En principi el període de votació era des del dissabte 14 fins al dissabte 23 a les 23:59 hores. L'inici de les votacions es va retardar dos dies. Posteriorment, durant el període de votació, es va retardar el final de les votacions uns altres dos dies, fins a les 23:59 del dilluns 25. El procés de votació s'explicava oficialment amb els següents punts:
1. Tot el món pot participar en la votació per elegir finalistes. Per a això no fa falta estar registrat, n'hi ha prou amb tenir una adreça de correu electrònic.
2. Cada persona disposarà de cinc vots diaris, a repartir com es vulgui. Es podran destinar els cinc vots a un mateix candidat, o distribuir-los entre alguns d'ells.
3. En emetre cada un dels vots, s'obrirà un senzill formulari amb dues caselles: una per a la direcció d'email i una altra de verificació per comprovar que és una persona física que està votant.
4. L'email se sol·licita únicament per evitar els vots automàtics. Serveix perquè el votant pugui rebre un correu a la seva bústia amb què validar el vot.
5. En punxar en l'email rebut, el vot quedarà validat.
6. Es rebran tants correus com vots emesos, havent de validar-se cada un d'ells separadament.
7. L'estat de les votacions podrà comprovar-se a tota hora des de la pàgina principal de Eurovisión en MySpace, existint la possibilitat d'ordenar els candidats en funció del nombre de vots rebuts.
8. RTVE i MySpace continuaran verificant durant el termini de votacions que els candidats s'ajusten als requisits del festival. En qualsevol moment durant tot el procés es podrà desqualificar aquells candidats les cançons dels quals es confirmi que no compleixen amb aquests requisits.
9. Davant de qualsevol dubte durant el procés, pot enviar-se un email a eurovision2008@rtve.es.

En el mateix comunicat s'afirmava que "els cinc candidats més votats a les 0 hores del 25 de febrer seran considerats finalistes". Aquesta afirmació va ser retractada en el mateix moment en què s'havia de fer efectiva mitjançant un altre comunicat oficial.

### El problema del punt 2
En el punt 2 es diu que els cinc vots diaris són per persona. Per les característiques de la votació, aquest punt no podia controlar-se ni fer-se complir. Sí que es controlava que la votació la realitzava un humà, mitjançant la casella de verificació anomenada en el punt 3. Però la restricció dels cinc vots diaris estava controlada per l'adreça electrònica.
Un bon nombre d'usuaris d'Internet té més d'un compte de correu electrònic, i no hi havia forma de demostrar si dos comptes pertanyien a diferents persones o no.
Fins i tot en l'hipotètic cas que internament es guardés l'IP des de la qual es votava o es validava el vot, aquesta dada no aportaria res, ja que ni ambdues IP no tenen per què coincidir, ni una IP no es correspon amb una sola persona.

### Candidatures suposadament seleccionades
Juan Carlos Mendoza afirma al seu MySpace que va ser seleccionat per aparèixer entre les candidatures, però que no va arribar a aparèixer mai a la web. Afirma que MySpace va al·legar que havia desaparegut per error del servidor, li van dir que el mirarien i li van demanar disculpes.

### Caiguda dels servidors de MySpace
El dijous 14 es va obrir el període de votacions. L'afluència de votants que els servidors de MySpace no van poder suportar-lo. La votació es va tancar i es va anunciar que tornaria a obrir-se el dissabte 16, i que acabaria la mitjanit del 25. Fins al dimecres 20 l'indicador dels dies que quedaven indicava dos dies de menys.

### Pèrdua dels correus de validació
Alguns servidors de correu electrònic, com Hotmail, Yahoo! o Telefónica, van considerar el compte de MySpace des de la qual s'enviava el missatge de confirmació en uns casos com a correu escombraries (i, per tant, van enviar aquests missatges directament a la carpeta de correu no desitjat o spam) i en d'altres directament van bloquejar aquesta direcció.

### Rodolfo Chikilicuatre
Entre els més de 530 candidats (hi va haver denúncies que es van continuar admetent candidats una vegada iniciades les votacions) es va colar David Fernández Ortiz, humorista de Buenafuente, amb el seu personatge Rodolfo Chikilicuatre.
La seva cançó Baila el Chiki-chiki va aparèixer en el programa el 5 de febrer, i es va anunciar que era candidata a representar a TVE en Eurovisió, i que se la podria votar. A més dels votants individuals que això va poder provocar, en alguns fòrums com MeriStation Arxivat 2008-03-12 a Wayback Machine., ForoCoches·, ElOtroLado i sobretot Media-Vida Arxivat 2008-03-10 a Wayback Machine. des del dia 17 de febrer es van obrir fils convidant a votar Chikilicuatre, captant així nombrosos internautes que no sabien res de les votacions o fins al moment no s'hi havien interessat.
També el dia 17 i el 18 es va propagar per la xarxa un missatge titulat «Com votar pel candidat de Buenafuente» on s'explicaven els passos per votar-lo. A més, s'hi esmentava la possibilitat d'utilitzar diversos comptes de correu per votar i es proporcionava un truc per votar més vegades del permès amb comptes gmail.
Si bé el dia 17 anava setè, en acabar el dia 19 ja havia assolit la segona posició, amb uns mil vots d'avantatge sobre Mayte, que anava tercera. Tres hores després, ja era primer, desbancant el grup La Casa Azul. Durant dos dies es va mantenir dalt de la classificació ampliant el seu avantatge.

### Desclassificacions entre les eleccions del comitè d'experts
Anteriorment a l'elecció de Lorena C i Innata, es va escollir La La Love You i Null System que van ser desqualificats per haver estat editada abans d'octubre de 2007.

## Finalistes

### Els 5 amb més vots
1. Rodolfo Chikilicuatre - Baila el Chiki-chiki (109995 vots)
2. La Casa Azul - La revolución sexual (67706 vots)
3. Arkaitz - Un olé (63460 vots)
4. Coral (cantant) - Tot está en tu mente (58339 vots)
5. Bizarre - Si pudiera (54842 vots)

### Els 5 elegits pelcomitè d'experts
1. Ell*as - 100 x 100 (1533 vots)
2. Marzok Mangui - Caramelo (87 vots)
3. D-ViNe - I Do You (a la meva manera) (1439 vots)
4. Innata - Me encanta bailar (2827 vots)
5. Lorena C - Piensa gay (2423 vots)

## Gala televisiva
Programa especial de TVE, titulat també Salvemos Eurovisión, que s'emeté en directe el 8 de març de 2008 a les 22:30 a La 1. Raffaella Carrà fou l'encarregada de presentar-lo. S'hi van presentar els deu finalistes per les quals els telespectadors podien votar amb trucades i missatges SMS des de la nit del dimecres 4 de març fins a la fi de la gala. Estava previst que se n'obrissen les línies el divendres 29 de febrer, l'endemà de conèixer els deu finalistes. Però primer, els rumors sobre una nova desqualificació d'algun candidat, i després, la negociació amb l'operador telefònic, havien fet que es retardés l'inici, segons van explicar responsables de TVE. També van decidir retardar d'una setmana la gala prevista l'1 de març.
Classificació final
| Lloc | Intèrpret             | Cançó                       | Punts |
| 1r.  | Rodolfo Chikilicuatre | Baila el Chiki-chiki        | 60    |
| 2n.  | Coral                 | Todo está en tu mente       | 48    |
| 3r.  | La Casa Azul          | La revolución sexual        | 42    |
| 4º   | Arkaitz               | Un olé                      | 32    |
| 5º   | Marzok Mangui         | Caramelo                    | 31    |
| 6º   | Lorena C              | Piensa gay                  | 22    |
| 7º   | Bizarre               | Si pudiera                  | 22    |
| 8º   | Innata                | Me encanta bailar           | 15    |
| 9º   | D-Vine                | I do you (A la meva manera) | 9     |
| 10º  | Ell*as                | 100 por 100                 | 9     |